# Meistriliiga de 2017
Meistriliiga de 2017 (conhecido como A. Le Coq Premium Liiga, por motivos de patrocínio) foi a 27.ª edição da Meistriliiga. A competição teve início em 3 de março, e teve como o campeão a equipe do FC Flora Tallinn.

## Equipes
| Equipe          | Localização | Estádio                | Capacidade |
| --------------- | ----------- | ---------------------- | ---------- |
| FCI Tallinn     | Tallinn     | Sportland Arena        | 400        |
| Flora           | Tallinn     | A. Le Coq Arena        | 10.340     |
| Levadia Tallinn | Tallinn     | Kadriorg Stadium       | 5.000      |
| Narva Trans     | Narva       | Kreenholmi Stadium     | 1.065      |
| Nõmme Kalju     | Tallinn     | Kadriorg Stadium       | 650        |
| Paide           | Paide       | ÜG Stadium             | 268        |
| Sillamäe Kalev  | Sillamäe    | Kalevi Stadium         | 800        |
| Tammeka         | Tartu       | Tamme Stadium          | 1.500      |
| Vaprus          | Rakvere     | Rakvere linnastaadion  | 1.785      |
| Viljandi        | Viljandi    | Viljandi linnastaadion | 1.084      |

## Classificação geral
| Meistriliiga de 2017 | Meistriliiga de 2017 | Meistriliiga de 2017 | Meistriliiga de 2017 | Meistriliiga de 2017 | Meistriliiga de 2017 | Meistriliiga de 2017 | Meistriliiga de 2017 | Meistriliiga de 2017 | Meistriliiga de 2017 | Meistriliiga de 2017 | Meistriliiga de 2017          |
| Pos                  | Equipes              | Pts                  | J                    | V                    | E                    | D                    | GM                   | GS                   | SG                   | %                    | Classificação ou rebaixamento |
| -------------------- | -------------------- | -------------------- | -------------------- | -------------------- | -------------------- | -------------------- | -------------------- | -------------------- | -------------------- | -------------------- | ----------------------------- |
| 1                    | Flora                | 88                   | 36                   | 28                   | 4                    | 4                    | 236                  | 112                  | 124                  |                      | UEFA Champions League 2018-19 |
| 2                    | Levadia Tallinn      | 84                   | 36                   | 27                   | 3                    | 6                    | 213                  | 99                   | 114                  |                      |                               |
| 3                    | Nõmme Kalju          | 71                   | 36                   | 22                   | 5                    | 9                    | 167                  | 120                  | 47                   |                      |                               |
| 4                    | FCI Tallinn          | 60                   | 36                   | 18                   | 6                    | 12                   | 154                  | 131                  | 23                   |                      |                               |
| 5                    | Narva Trans          | 52                   | 36                   | 15                   | 7                    | 14                   | 135                  | 130                  | 5                    |                      |                               |
| 6                    | Paide                | 50                   | 36                   | 14                   | 8                    | 14                   | 102                  | 100                  | 2                    |                      |                               |
| 7                    | Tammeka              | 45                   | 36                   | 14                   | 3                    | 19                   | 96                   | 125                  | -29                  |                      |                               |
| 8                    | Dinamo Tallinn       | 44                   | 36                   | 10                   | 14                   | 12                   | 87                   | 110                  | -23                  |                      |                               |
| 9                    | Vaprus               | 28                   | 36                   | 7                    | 7                    | 22                   | 82                   | 145                  | -63                  |                      |                               |
| 10                   | Sillamäe Kalev       | 11                   | 36                   | 3                    | 2                    | 31                   | 88                   | 201                  | -113                 |                      | Noob Liga 2018-2020           |

### Premiação
| Campeão                     |
| --------------------------- |
| Flora Tallinn (11.° título) |